# جاي إتش ماكلولين
جاي إتش ماكلولين (بالإنجليزية: J.H. McLaughlin)‏ هو مصارع محترف أمريكي، ولد في 8 يونيو 1844 في أوريسكاني في الولايات المتحدة، وتوفي في 11 سبتمبر 1905 في District of Alaska ‏ في الولايات المتحدة.

## روابط خارجية
- جاي إتش ماكلولين على موقع قاعدة بيانات المصارعة على الإنترنت (الإنجليزية)